# 帥承瀛
帅承瀛（1766年—1841年），字仙舟，湖北黄梅人，清朝大臣，进士及第。

## 生平
帅承瀛是嘉庆元年（1796年）一甲第三名进士（探花），授翰林院编修，累迁国子监祭酒。嘉庆八年正月二十二（1803年2月13日），由翰林院编修调任廣西學政。后出任山东学政，历任太仆寺卿、通政使、副都御史，署仓场侍郎。授礼部侍郎，调工部、吏部。因母丧丁忧停職。守丧结束，复补原官，调任刑部。
嘉庆十五年（1810年），授浙江巡抚，治浙数年，以廉洁勤政著称。道光四年（1824年），丁父艰离职。守丧结束后至京师，以眼病长期不愈为由请求归里。道光二十一年（1841年）卒於家。朝廷降诏依总督例抚恤，并赐其孙帅远燡为举人。不久，入寻祀浙江名宦祠。《清史稿》有传。

## 延伸阅读
[在维基数据编辑]
 《清史稿·卷381》，出自趙爾巽《清史稿》

1. ↑  . 广西地方志.   [2013-01-28]. （原始内容存档于2013-10-14）.

| 官衔        | 官衔                                                                             | 官衔        |
| ----------- | -------------------------------------------------------------------------------- | ----------- |
| 前任： 張綬 | 清朝廣西學政 嘉庆八年正月二十二 - 嘉庆九年八月初八 1803年2月13日 - 1804年9月11日 | 繼任： 祁𡎴 |